# Пуэльче (язык)
Пуэ́льче (также: гынына-кынэ) — мёртвый язык, распространённый ранее среди народа пуэльче, проживавшего в ряде районов аргентинской Патагонии и нескольких долинах юга современного Чили. Также известен как гынына-яхэч, гынына-кынэ, геннакен, северный теуэльче. Справочник Ethnologue классифицирует пуэльче как мёртвый язык. Последняя носительница по имени Трруульмани (Trruúlmani) умерла в 1934 г.. Вероятно, родственен чонским языкам (Вьегас Баррос). Ранее пуэльче относили к языкам-изолятам. Согласно другой гипотезе входит в состав предполагаемой семьи макро--хиваро.

## Фонетика

### Гласные
Выделяют 7 гласных звуков:
|              | Передние     | Задние     | Задние |
| Неогублённые | Неогублённые | Огублённые |        |
| ------------ | ------------ | ---------- | ------ |
| Верхние      | i            |            | u      |
| Ср.-верхние  | e            | ɤ          | o      |
| Ср.-нижние   |              | ʌ          |        |
| Нижние       | a            |            |        |

### Согласные
В пуэльче выделяют 25 согласных:
|               |               | Губно-губные | Альвеолярные | Постальвеолярные | Палатальные | Велярные | Увулярные | Глоттальные |
| ------------- | ------------- | ------------ | ------------ | ---------------- | ----------- | -------- | --------- | ----------- |
| Носовые       | Носовые       | m            | n            |                  |             |          |           |             |
| Взрывные      | Глухие        | p            | t            |                  |             | k        | q         | ʔ           |
| Взрывные      | Эйективные    | pʼ           | tʼ           |                  |             | kʼ       | qʼ        |             |
| Взрывные      | Звонкие       | b            | d            |                  |             | ɡ        |           |             |
| Аффрикаты     | Глухие        |              | t͡s           | t͡ʃ               |             |          |           |             |
| Аффрикаты     | Эйективные    |              | t͡sʼ          | t͡ʃʼ              |             |          |           |             |
| Фрикативные   | Центральные   |              | s            | ʃ                |             | x        |           | h           |
| Фрикативные   | Латеральные   |              | ɬ            |                  |             |          |           |             |
| Аппроксиманты | Аппроксиманты |              | l            |                  | j           | w        |           |             |

Также имеется дополнительная фонема /r/, однако её фонетические характеристики плохо описаны.

## Примеры лексики
- Chéye — один
- Päch — два
- Käch — три
- Mala — четыре
- Pastrai — мужчина
- Yamkan — женщина
- Dáshü — собака
- Apiúkük — солнце
- Apioxok — луна
- Yagep — вода